# زيمليا جورجا
زيمليا جورجا هي أكبر جزر أرخبيل فرنسوا جوزيف، أوبلاست أرخانغلسك، روسيا. تم اكتشاف الجزيرة عام 1880.